# 切尔韦雷
切尔韦雷（義大利語：Cervere），是意大利库内奥省的一个市镇。总面积18平方公里，人口2135人，人口密度118.6人/平方公里（2009年）。ISTAT代码为004065。